# Edo (lud)
Edo – grupa etniczna w Nigerii, zwana także Bini, mówiąca językiem z podgrupy benue-kongo z grupy nigero-kongijskiej. Trudno dokładnie określić ich liczebność, w różnych źródłach waha się ona pomiędzy 1,6 a 3,8 mln osób.
Edo zajmują się uprawą yam, kukurydzy, bananów, manioku i innych warzyw, a także hodowla kóz, owiec, drobiu. Tradycyjne rzemiosła: odlew z mosiądzu, rzeźba z drewna, garbarstwo oraz tkactwo.
Edo są w 99% chrześcijanami (ewangelikalizm: 34%, Kościół rzymskokatolicki: 30%, anglikanizm), religie tradycyjne: 1%.
Tradycyjnym władcą ludu Edo jest oba Królestwa Beninu, istniejącego także współcześnie w ramach państwa nigeryjskiego.